# Еврейско-берберские диалекты
Еврейско-берберские диалекты (Judeo-Berber) — собирательное название вариантов разных берберских языков, используемых (или использовавшихся) т. н. берберскими евреями, жившими среди берберов. Как правило, отличаются от соответствующих языков только использованием еврейского письма и некоторыми заимствованиями из древнееврейского. Одной из особенностей местных евреев (как бербероязычных, так арабоязычных) является произношение [s] вместо [š].
В 1950—1960-х годах почти все евреи выехали в Израиль или Францию, где берберские языки сохраняются у старшего поколения, наряду с магрибским (еврейско-)арабским. Численность говорящих около двух тысяч человек (Podolsky 1992), в основном в Израиле. Все при этом владеют и соответствующим еврейско-арабским диалектом.
Раньше жили в следующих местах:
- Марокко:
  - среди шильхов[англ.] в горах Высокого Атласа (древний город Демнат) и регионе Сус: Тизнит, Уфран, Иллигх (сусский язык, один из шильхских).
  - в горах Среднего Атласа, среди говорящих по-среднеатласски (тамазигхтская подгруппа): Тингир, Уиджан, Асака, Имини, Аит-бу-Улли.
- Алжир: в районах Оран и Гурара.
- Небольшая община сохраняется на острове Джерба в Тунисе, говорящая на языке джерби.

Помимо использования еврейско-берберских диалектов в разговорной функции их применяли при толковании религиозных текстов и иногда использовали на письме.

## Пример текста
Из Galand-Pernet et al. 1970:121 (а там из рукописи из Тингхира):
יִכְדַמְן אַיְיִנַגָא יפּרעו גְמַצָר. יִשוֹפִגַג רבי נּג דְיְנָג שוֹפוֹש נִדְרע שוֹפוֹש יִכיווֹאַנ
ixəddamn ay n-ga i pər3u g° maṣər. i-ss-ufġ aġ əṛbbi ənnəġ dinnaġ s-ufus ən-ddr3, s-ufus ikuwan.
Слуги что мы-были для фараона в Египте. он-заставил-покинуть нас Бог наш там рукой мощи, рукой сильной. (подстрочник)
Слуги фараона — вот кем мы были в Египте. Бог наш вывел нас оттуда рукою мощною, рукою сильною.